# Dobos István (pilóta)
Dobos István (Gyula, 1892. március 31. – Budapest, 1937. július 1.) magyar repülőgép pilóta, aviatikus.

## Életpálya
1910-ben Horváth Ernő tanárnak dolgozott, mint asztalos, gépének építésénél. 1910. március 29-én Svachulay-géppel letette a pilótavizsgát. Ő lett a Magyar Aero Szövetség nyilvántartásában az 5. számú pilótaigazolvány tulajdonosa. 1911-ben Takács Sándorral elhatározták, hogy Rákoson repülőgépet építenek. A repülőgépet Takáccsal  megépítették de az rögtön összetört. Ezt követően mindketten pilótának szerződtek, ahol jó érzékkel és kellő bátorsággal nagy sikereket értek el. Elsősorban Svachulay Sándor és Székely Mihály gépein repült. 1913 nyarán  Albatrosz típusú gépével vidéki városokat látogatott, és leszállt Szombathely határában is. Vidéki repülésein nagy gyakorlatot szerzett, és az 1913. augusztus 20-i versenyen csaknem minden díjat elnyert. 1914-ben megdöntötte a Wittmann Viktor által felállított 1240 méteres magassági rekordot. A Prodam-féle hadigépen szállt fel, nyolcvan percig volt a levegőben és sikerült 1850 méter magasra jutnia. Az első világháborúban pilóta, majd berepülőpilóta volt.
A Magyarországi Tanácsköztársaság időszakában, 1919. május 17-én egy speciálisan felkészített Hansa-Brandenburg C.I felderítőgéppel Dobos István berepülőpilóta kiemelkedő repülőteljesítményt hajtott végre, amikor Kijevbe majd onnan Budapestre (2x1100 kilométeres repülőutat 2 leszállással, 8 óra repülési időtartam) szállította Szamuely Tibor (hadügyi népbiztos, a moszkvai díszszemlén vett részt, a Kijev–Moszkva közötti utat földön tette meg). A Horthy-korszak alatt emiatt mellőzésben volt része. A Magyar Aero Szövetség kizárta tagjai sorából, a légitársaságok nem alkalmazták. Végül gr. Wenckheim József magánpilótája lett. Egész élete során szoros kapcsolatban maradt szülőföldjével. 1937. június 1-jén lezuhant a Műegyetemi Sportrepülő Egyesület tulajdonában lévő, és Rubik Ernő által tervezett M 19 típusú túrarepülőgépével annak berepülése közben.
Felesége Gerber Anna volt, három lányuk született: Ilona, Olga és Gizella.
Durkó Károly és Székely Árpád könyvet írt az életéről, amely A Sas címmel jelent meg 2019-ben, Gyulán.

## Az állítható légcsavar kutatása
Dobos fiatalkorától kezdve foglalkozott a repülő eszközök fizikájával. Később egy új kutatásba vetette be magát, melyet ő maga "állítható légcsavarnak" nevezett. Ezután évekig kutatta a témát, majd az elkészült légcsavar-mechanizmust fel szerelte az általa használt repülőgépekre. Az elgondolás sikeresnek bizonyult, a légcsavar pedig kiválóan működött. Nem sokkal később francia, német, angol, sőt olasz szakemberek is megakarták venni a szabadalmat, de ő azt semmi pénzért nem adta. Úgy gondolta, hogy majd Magyarországon megveszik, és itthon is tudják hasznosítani a repülőgépiparban. Sajnos ez nem így történt, ugyanis halála után nemhogy elutasították, de még szabadalomnak sem ismerték el sikeres és sokat kutatott találmányát.